# Frans Gustafson
Frans "Frank" Gustaf Gustafson, född 8 november 1863 i Öms socken, död natten mellan 14 och 15 juli 1948 i Chicago var en svenskamerikansk skulptör och byggnadsentreprenör.
Frank Gustafson var son till hemmansägaren Lars Gustaf Andersson och Charlotta Larsdotter samt från 1893 gift med Mamie Svenson. Sjutton år gammal begav han sig till Stockholm för att bli murarlärling. Han deltog samtidigt i kurser i arkitektur vid Tekniska skolan. 1886 utvandrade han till USA och slog sig ned i Chicago, där han efter en tid etablerade sig som byggnadsentreprenör. Sedan han blivit ekonomiskt oberoende, övergick han till verksamhet som skulptör, studerade bland annat vid Institute of Arts i Chicago och framträdde som äldre med en rad skulpturer i behagfull stil, bland vilka märks Musik av en naken fiolspelerska, Moderskärlek och Badande flicka samt Madonna med barnet skapad till en katolsk kyrka i USA. Gustafson utförde även porträttbyster av kända svenskamerikaner som sångaren G. Holmqvist och dirigenten Hj. Nilsson. Gustafson var representerad vid Utlandssvenska museet med Vilande atlet och vid American Swedish Historical Museum i Philadelphia. Gustafson gjorde sig även känd som sångare och dirigent.